# Nomada issikii
Nomada issikii là một loài Hymenoptera trong họ Apidae. Loài này được Yasumatsu mô tả khoa học năm 1939.